# 10 pr. n. št.
10 pr. n. št. je bilo po julijanskem koledarju navadno leto, ki se je začelo na torek, sredo ali četrtek oz. prestopno leto, ki se je začelo na torek ali sredo (različni viri navajajo različne podatke). Po proleptičnem julijanskem koledarju je bilo navadno leto, ki se je začelo na nedeljo.
V rimskem svetu je bilo znano kot leto konzulstva Maksima in Antonija, pa tudi kot leto 744 ab urbe condita.
Oznaka 10 pr. Kr. oz. 10 AC (Ante Christum, »pred Kristusom«), zdaj posodobljeno v 10 pr. n. št., se uporablja od srednjega veka, ko se je uveljavilo številčenje po sistemu Anno Domini.

## Dogodki
- rimski cesar Avgust da prenesti obelisk Psametika II. iz Egipta v Rim in ga postaviti na trgu Monte Citorio.
- Rimljani zgradijo most čez Ren blizu današnjega Bonna.

## Rojstva
- 1. avgust - Klavdij, 4. rimski cesar († 13. oktober 54)
- Herod Agripa I., kralj Judeje († 44)

## Smrti
- Amanirena, kraljica Kraljestva Kuš (* ni znano)